# Larche (Corrèze)
Larche è un comune francese di 1 677 abitanti situato nel dipartimento della Corrèze nella regione della Nuova Aquitania.

## Società

### Evoluzione demografica
Abitanti censiti